# 발렌시아
발렌시아(스페인어: Valencia, 카탈루냐어: València)는 스페인 발렌시아 주의 주도이다. 인구는 약 81만 명(2008)으로 제지(製紙)·담배·식료품 공업의 중심지이며 마요르카 섬과 함께 보양·관광지로 되어 있다.
기원전 138년에 로마의 식민 도시로 건설된 마을에서 기원을 갖는다. 인구는 약 80만 명으로 마드리드와 바르셀로나에 이어 스페인에서 3번째로 큰 도시이다. 발렌시아 도시권의 인구는 조사 기관에 따라 다르지만, 약 170만~230만 명이다. 투리아 강 하구에 위치하며, 발렌시아의 기후는 온난하고 강수량이 적은 지중해성 기후이다. 발렌시아에는 유네스코 세계 유산에 등록되어 있는 라론하 국립 도자기 박물관, 발렌시아 대성당 등이 있다.
중세 스페인의 전설적 인물 엘 시드가 활약한 곳이다.

## 지리
발렌시아는 지중해 서부의 발레아레스해의 일부인 발렌시아 만에 접하고 있으며, 투리아 강이 발렌시아 만으로 흐른다. 로마인에 의해서 건설된 마을은 지중해에서 투리아 강을 따라 6.4km를 올라간 위치에 있었다. 도심 중심부에서 남쪽으로 11 km의 거리에는 스페인 국내에서 최대급의 담수호 중 하나인 알부페라가 있다.

### 기후
발렌시아는 아열대 지중해성 기후이며, 쾨펜의 기후 구분에서는 Csa에 속한다. 연평균 기온은 섭씨 18.4도이다. 최한월인 1월 최고 기온이 섭씨 13도에서 21도가 되며, 최저 기온이 섭씨 4도에서 12도가 된다. 최난월인 8월 최고 기온은 섭씨 28도에서 34도가 되며, 최저 기온이 섭씨 약 23도가 된다.
연간 일조 시간은 2,696시간이며, 겨울인 12월은 155시간(5시간/일)이고, 여름인 7월은 315시간(10시간/일)이다. 바닷물의 평균 기온은 겨울이 섭씨 15도에서 16도이고, 여름이 섭씨 26도에서 28도이다. 평균 상대 습도는 4월이 60%이며, 8월이 68%이다.
| 발렌시아 (1991년~2020년)의 기후 | 발렌시아 (1991년~2020년)의 기후 | 발렌시아 (1991년~2020년)의 기후 | 발렌시아 (1991년~2020년)의 기후 | 발렌시아 (1991년~2020년)의 기후 | 발렌시아 (1991년~2020년)의 기후 | 발렌시아 (1991년~2020년)의 기후 | 발렌시아 (1991년~2020년)의 기후 | 발렌시아 (1991년~2020년)의 기후 | 발렌시아 (1991년~2020년)의 기후 | 발렌시아 (1991년~2020년)의 기후 | 발렌시아 (1991년~2020년)의 기후 | 발렌시아 (1991년~2020년)의 기후 | 발렌시아 (1991년~2020년)의 기후 |
| 월                              | 1월                             | 2월                             | 3월                             | 4월                             | 5월                             | 6월                             | 7월                             | 8월                             | 9월                             | 10월                            | 11월                            | 12월                            | 연간                            |
| ------------------------------- | ------------------------------- | ------------------------------- | ------------------------------- | ------------------------------- | ------------------------------- | ------------------------------- | ------------------------------- | ------------------------------- | ------------------------------- | ------------------------------- | ------------------------------- | ------------------------------- | ------------------------------- |
| 역대 최고 기온 °C (°F)          | 26.6 (79.9)                     | 27.2 (81.0)                     | 31.0 (87.8)                     | 33.4 (92.1)                     | 42.0 (107.6)                    | 38.2 (100.8)                    | 40.3 (104.5)                    | 43.0 (109.4)                    | 38.4 (101.1)                    | 35.8 (96.4)                     | 31.2 (88.2)                     | 26.8 (80.2)                     | 43.0 (109.4)                    |
| 일평균 최고 기온 °C (°F)        | 16.8 (62.2)                     | 17.4 (63.3)                     | 19.4 (66.9)                     | 21.2 (70.2)                     | 24.0 (75.2)                     | 27.5 (81.5)                     | 29.9 (85.8)                     | 30.6 (87.1)                     | 28.0 (82.4)                     | 24.6 (76.3)                     | 20.2 (68.4)                     | 17.4 (63.3)                     | 23.1 (73.6)                     |
| 일일 평균 기온 °C (°F)          | 12.1 (53.8)                     | 12.7 (54.9)                     | 14.7 (58.5)                     | 16.6 (61.9)                     | 19.6 (67.3)                     | 23.3 (73.9)                     | 25.9 (78.6)                     | 26.5 (79.7)                     | 23.7 (74.7)                     | 20.1 (68.2)                     | 15.6 (60.1)                     | 12.8 (55.0)                     | 18.6 (65.6)                     |
| 일평균 최저 기온 °C (°F)        | 7.5 (45.5)                      | 8.0 (46.4)                      | 9.9 (49.8)                      | 11.9 (53.4)                     | 15.1 (59.2)                     | 19.0 (66.2)                     | 21.9 (71.4)                     | 22.5 (72.5)                     | 19.3 (66.7)                     | 15.6 (60.1)                     | 11.0 (51.8)                     | 8.3 (46.9)                      | 14.2 (57.5)                     |
| 역대 최저 기온 °C (°F)          | −1.6 (29.1)                     | −0.5 (31.1)                     | 1.2 (34.2)                      | 5.0 (41.0)                      | 6.0 (42.8)                      | 12.6 (54.7)                     | 16.0 (60.8)                     | 16.2 (61.2)                     | 11.6 (52.9)                     | 6.3 (43.3)                      | 2.4 (36.3)                      | −0.3 (31.5)                     | −1.6 (29.1)                     |
| 평균 강수량 mm (인치)           | 39 (1.5)                        | 30 (1.2)                        | 40 (1.6)                        | 33 (1.3)                        | 36 (1.4)                        | 26 (1.0)                        | 7 (0.3)                         | 15 (0.6)                        | 70 (2.8)                        | 63 (2.5)                        | 52 (2.0)                        | 48 (1.9)                        | 459 (18.1)                      |
| 평균 강수일수 (≥ 1mm)           | 3.9                             | 3.5                             | 4.1                             | 4.5                             | 4.2                             | 2.2                             | 1.2                             | 2.3                             | 5.2                             | 4.7                             | 4.3                             | 4.3                             | 44.4                            |
| 평균 상대 습도 (%)              | 65                              | 64                              | 64                              | 62                              | 66                              | 66                              | 68                              | 68                              | 67                              | 68                              | 66                              | 66                              | 66                              |
| 평균 월간 일조시간              | 174                             | 181                             | 217                             | 237                             | 267                             | 282                             | 313                             | 288                             | 237                             | 208                             | 171                             | 158                             | 2,733                           |
| 가능 일조율                     | 57                              | 59                              | 59                              | 60                              | 60                              | 63                              | 69                              | 68                              | 63                              | 60                              | 57                              | 54                              | 61                              |
| 출처: 스페인 기상청             |                                 |                                 |                                 |                                 |                                 |                                 |                                 |                                 |                                 |                                 |                                 |                                 |                                 |

## 역사
원주민이었던 이베리아족은 발렌시아 주변 지역을 "에데타노스"(Edetanos)이라고 불렀다. 기원전 138년, 약 2000 명의 로마인의 식민 개척자가 이 땅에 워렌티아를 건설하고 정착한다. 워렌티아는 전형적인 로마 도시였으며, 해로의 경우에는 하천이 지중해로 흐르는 위치에 있었으며, 육로로도 로마의 도로에서 제국의 수도인 로마와 연결되었다. 기원전 75년 폼페이우스와 세루토리우스의 싸움에 의해 파괴되었지만, 와렌티아는 약 50년 후에 대규모 인프라 계획과 함께 재건되면서 1세기 중반까지 급격한 도시 성장을 경험했다. 4세기에는 기독교화가 일어났다.
5세기경부터 수에비족, 반달족, 알란족 나중에 서고트족 등 게르만족의 이베리아 반도에 침입이 시작되었으며, 로마 제국 정권의 붕괴에 의한 지배의 공백 상태가 같은시기에 일어났다. 이후 서고트족이 세운 서고트 왕국의 영토가 되었다.
714년에 무어인(베르베르인과 아랍인)가 이베리아 반도에 침입하면서 발렌시아는 싸움없이 항복하였다. 카스티야인 귀족 엘 시드가 지중해에 면한 공국의 건설을 목표로 기독교와 무어를 결합한 군대에서 발렌시아 지방에 들어가 1092년에는 도시의 포위를 시작했다. 1094년 5월까지 포위를 완료하고, 1094년부터 1099년 7월까지의 발렌시아는 엘 시드의 통치하에 있었다. 기독교인인 엘 시드의 통치 하에서 9개의 이슬람 모스크가 가톨릭 교회로 전환되고, 프랑스인 수도사의 제롬이 발렌시아 주교에 임명되었다.
이후, 발렌시아는 1102년까지 기독교 세력의 손에 남아 있었지만, 1102년에 이슬람교도의 지배가 다시 시작되었다.
그러나 1238년, 아라곤 왕국의 하이메 1세가 아라곤인·카탈루냐인·나바라 인· 칼라트라바 기사단에 의한 십자군으로 이루어진 군대와 함께 발렌시아를 포위하고 9월 28일에는 도시를 항복시켰으며, 5만 명의 무어인에게 발렌시아를 떠나는 것을 강요했다. 이후 하이메 1세는 아라곤 연합 왕국의 구성국 중 하나로 발렌시아 지방에 기독교 왕국인 발렌시아 왕국을 세우고 유대인, 이슬람도, 기독교인 등 모든 종교인이 왕국의 시민으로서 생활하는 것을 인정했다. 레콩키스타 시점의 발렌시아 왕국에는 이슬람교도 12만 명, 기독교인 65,000 명, 유대인 2,000 명이 살고 있었다.
1348년 흑사병과 연속적인 전염병, 또한 거듭되는 전쟁과 폭동에 의해 14세기 중엽에는 인구가 감소했다.
15세기는 발렌시아의 황금 시대라고하며, 경제 발전을 배경으로 문화와 예술이 꽃을 피웠다. 이시기의 발렌시아는 아라곤 연합 왕국에서 가장 인구가 많은 도시이다. 섬유 제품이 견인하는 지역 산업은 크게 발전하고 도시의 은행 업무를 지원하는 금융 기관이 설립되었다. 1492년 크리스토퍼 콜럼버스가 카스티야 왕국에서 신대륙 항해에 출발했을 때 발렌시아의 은행가가 카스티야 여왕 이사벨 1세에게 출자하였다.
15세기와 16세기의 발렌시아는 지중해 해안에서 가장 영향력이 있는 도시 중 하나였다.
그러나, 스페인 왕국이 신대륙을 발견하면서 유럽 경제는 지중해 중심에서 대서양 중심의 무역 활동으로 전환했다. 스페인 왕국은 카스티야 연합 왕국과 아라곤 연합 왕국이 합병하여 성립되었지만, 신대륙의 정복과 착취는 카스티야 왕국이 독점하고 카탈루냐인과 아라곤인, 마요르카인 뿐만 아니라 발렌시아인 들도 대서양을 넘는 무역에 참여를 금지했다. 따라서 발렌시아는 심각한 경제 위기에 빠졌다.
또한 유대인과 모리스코의 추방에 의해 17세기의 발렌시아는 경제적인 위기가 더욱 깊어졌다. 스페인 왕국은 상공업 노동력을 많이 잃은 귀족들을 구하기 위해 노력했지만, 이는 도시의 경제 사정은 악화됐다.
18세기에는 발렌시아의 경제가 회복가 되면서, 실크 제품과 세라믹 산업이 성장했다.

## 경제
2011년 발렌시아 도시권의 국내 총생산은 약 527억 달러이며, 1인당 약 28,141달러였다.
발렌시아 항구는 지중해 서부 최대의 항구이며, 스페인 최대의 컨테이너 물동량을 가진 항구이다. 또한, 스페인 제2위의 화물 총 물동량을 가진 항구으로서, 스페인 수출품의 약 20%를 취급하고 있다.
주요 수출품은 오렌지 등의 식료품 음료이며, 그 밖에는 가구, 세라믹 타일, 섬유 제품, 강철 제품 등이 있다. 발렌시아의 제조업은 야금업, 화학 공업, 섬유업, 조선업, 양조업이 중심이다. 지역 산업은 지역 경제의 중요한 구성 요소인 경제 위기 이전의 실업률은 스페인 평균보다 낮았다.
협궤의 발렌시아 공영 철도(FGV)가 보유하는 150km 이상의 노선망을 가진 메트로 발렌시아, 근교 철도인 셀카니아스 발렌시아, 노선 버스 등의 대중 교통이 있다.

## 사회

### 교육
1499년에 설립된 발렌시아 대학은 스페인에서 현존하는 가장 오래된 대학 중 하나이다. 발렌시아 대학에는 예술학, 인문학, 공학, 과학, 사회 과학 등 모든 분야를 배울 수 있는 약 55,000 명(학사 과정: 45,000 명, 대학원 과정: 10,000명)의 학생이 재학하고 있다.

### 언어
스페인 국가 공용어는 스페인어(카스티야어)이며, 자치주인 발렌시아 주 공용어는 카탈루냐어의 방언인 발렌시아어이기 때문에 발렌시아의 공용어는 스페인어와 발렌시아어이다. 발렌시아어가 독립적인 언어인지, 카탈루냐어의 방언인지는 오랫동안 논쟁의 대상이 되고 있다. 발렌시아는 바르셀로나에 이어 카탈루냐어권 제2의 대도시이다.
시내에서는 발렌시아어보다 스페인어가 우위에 있지만, 교육 시스템 덕분에 대부분의 발렌시아 시민은 두 언어에 대한 기초 지식을 가지고 있다.

## 문화

### 스포츠
발렌시아는 세계적으로 유명한 축구팀인 발렌시아 CF와 레반테 UD의 연고지로도 잘 알려져 있다.

### 음악
버클리 음악 대학의 국제 켐퍼스인 버클리 발렌시아가 발렌시아에 위치해있다.

## 자매도시
스페인은 2023년 옛 이슬람의 알함브라궁전 축제를 기해 사우디아라비아와 자매도시를 맺기로 협정했다(물론,어디까지나 현대적의미의 자매결연일뿐)
우리나라의 경우 대전에서 자매결연을 주진하려했으나 스페인측의 거절로 무산된경우가 있었다.
(2020년 3월)

## 같이 보기
- 니노 브라보(영어판) - 발렌시아 출신의 가수

## 참고 문헌
- 이 문서에는 다음커뮤니케이션(현 카카오)에서 GFDL 또는 CC-SA 라이선스로 배포한 글로벌 세계대백과사전의 내용을 기초로 작성된 글이 포함되어 있습니다.